# Ai Fen
Dans ce nom chinois, le nom de famille, Ai, précède le nom personnel Fen.
Ai Fen (艾芬, Ài Fēn) est une médecin chinoise, directrice du service des urgences de l'hôpital central de Wuhan. Elle est l'un des premiers membres du personnel médical à révéler l'existence du SARS-CoV-2 au monde extérieur au début de la pandémie de Covid-19,. 

## Biographie
Ai Fen obtient un diplôme de l'université de médecine de Tongji (en) (qui fait maintenant partie de l'université de science et technologie de Huazhong (en)) en 1997 et travaille au département de médecine cardiovasculaire de l'hôpital central de Wuhan. Elle est directrice du service des urgences de cet hôpital depuis 2010.

## Pandémie de coronavirus

### Découverte de la Covid-19
Le 18 décembre 2019, Ai Fen est confrontée à un premier cas d'infection pulmonaire montrant « plusieurs ombres floues éparses dispersées dans les poumons » d'un livreur du marché de gros de fruits de mer de Huanan. Le 27 décembre, elle examine un deuxième malade, qui n'avait lui eu aucun contact avec le marché aux fruits de mer. Dans l'après-midi du 30 décembre, le résultat du test du deuxième patient montre une infection par un coronavirus. Lorsqu'elle voit les mots « coronavirus du SRAS, pseudomonas aeruginosa, 46 types de bactéries avec colonisation orale / respiratoire » sur la feuille des résultats du test, Ai informe immédiatement le service de santé publique et le service des infections de l'hôpital, et partage aussitôt le rapport de test sur le groupe WeChat des médecins du département. Dans l'après-midi du même jour, ce rapport de test est posté sur le groupe WeChat de sa promotion par l'ophtalmologiste et lanceur d'alerte Li Wenliang ; le rapport est dès lors partagé en masse.
Le 1er janvier 2020, Ai signale à nouveau au service de santé publique et au cabinet médical de l'hôpital la nouvelle de l'admission de plusieurs patients par une clinique privée près du marché aux fruits de mer, dans l'espoir d'attirer l'attention sur la maladie. Elle s'inquiétait du fait qu'« une fois que les médecins ou les infirmières d'urgence tomberont malades, ce serait très difficile. » À la suite de ses déclarations, Ai est interrogée par le service de supervision de l'hôpital et déclare avoir subi « une réprimande sans précédent et très sévère »,. Selon Ai, les responsables de l'hôpital l'ont accusée de répandre des rumeurs en tant que professionnelle. Le matin du 11 janvier 2020, Ai apprend pourtant que Hu Ziwei, une infirmière des urgences, a été infectée. Ai contacte à nouveau ses supérieurs, et l'hôpital tient une réunion d'urgence, au cours de laquelle les fonctionnaires ordonnent de falsifier les diagnostics médicaux de l'infirmière infectée, les passant d'« infection pulmonaire virale » à « infection pulmonaire étendue ». Lors d'une réunion le 16 janvier 2020, les responsables des hôpitaux peuvent ainsi complètement nier l'existence d'une infection virale à transmission interpersonnelle.
Plus tard, des rumeurs prétendirent qu'Ai Fen était morte du coronavirus. Le 20 février 2020, Ai Fen précise qu'elle n'est pas malade et travaille toujours comme médecin, luttant contre le virus.

### Incident de la «lanceuse d'alerte»
Le 10 mars 2020, le magazine chinois Les Gens interviewe Ai et publie dans son édition de mars, consacrée aux médecins de Wuhan, un article titré « la lanceuse d'alerte » (发哨子的人). L'article est retiré dans les trois heures suivant sa publication le 10 mars. L'article original sur le compte public WeChat du journal est également supprimé avant midi ; les médias chinois qui ont repartagé l'article suppriment aussi leurs publications,.  
Le site officiel du Comité des sciences humaines de l'hôpital de la China Human Care Association, dirigé par la Commission nationale de la santé, republie ensuite l'article sous le titre « 如果这些医生都能够得到及时的提醒，或许就不会有这一天 » (« Si les médecins avaient été avertis rapidement, ce jour ne serait peut-être jamais arrivé » ; une citation tirée du compte Weibo d'Ai Fen) et remercie les journalistes pour leur travail. 
Pour protester contre la censure, les internautes chinois diffusent l'article en cause par des moyens tels que le braille, les émoji, le code morse, des séquences ADN et le style sigillaire,,.

## Problèmes oculaires
En mai 2020, Ai Fen subit une opération de la cataracte au sein d'une clinique ophtalmologique privée de Wuhan, Aier, les trois ophtalmologues de son hôpital étant décédés au cours de l'épidémie. À la suite de l'opération, sa vision ne revient pas à la normale. En octobre, elle constate un décollement de sa rétine ; malgré une seconde opération en octobre, elle ne peut plus travailler ni faire d'effort physique. Le 4 janvier 2021, elle accuse la société Aier d'avoir falsifié les conclusions de l'enquête menée pour savoir si ce décollement de rétine avait un lien avec son opération de mai.